# Политика Армении
Политика Армении — система политико-правовых, административных, экономических и социальных отношений в Армении, которая устанавливается Конституцией, а также структура этого государства, обусловленная социально-экономическим развитием общества и соотношением политических сил в данной стране.

## Государственное устройство
Основополагающим документом, определяющим государственное устройство Армении, является конституция, принятая на референдуме 5 июля 1995 года. Конституция была реформирована в 2005 и 2015 годах. Конституция утверждает Республику Армению как суверенное, демократическое, социальное, правовое государство, власть в которой принадлежит народу и осуществляется посредством свободных выборов, референдумов, а также через предусмотренные конституцией государственные органы, органы местного самоуправления и должностных лиц.

## Законодательная власть
Высшим законодательным органом является Национальное собрание. Национальное собрание состоит из не менее чем 101 депутата. Национальное собрание избирается посредством всенародных выборов по пропорциональной системе на пятилетний срок.

## Президент
По Конституции 2015 года президент Армении наделен лишь репрезентативными и церемониальными функциями. Он избирается на семилетний срок.
Первые три президента Армении согласно ранее действовавшим редакциям Конституции возглавляли исполнительную власть.

## Исполнительная власть
Главой исполнительной власти по действующей Конституции 2015 года является премьер-министр.

## Судебная власть
Правосудие в Республике Армения осуществляется исключительно судами – в соответствии с Конституцией и законами. В Республике Армения действуют Конституционный суд,  Кассационный суд, апелляционные суды, суды первой инстанции общей юрисдикции, а также Административный суд. В предусмотренных законом случаях могут формироваться специализированные суды.
Конституционное правосудие осуществляет Конституционный суд, обеспечивая верховенство Конституции. Высшей судебной инстанцией Республики Армения, за исключением сферы конституционного правосудия, является Кассационный суд. Кассационный суд посредством пересмотра в пределах установленных законом полномочий судебных актов обеспечивает единообразное применение законов и иных нормативных правовых актов, а также устраняет фундаментальные нарушения прав и свобод человека.
Независимость судов и судей гарантирует Высший судебный совет, который является независимым государственным органом, состоящим из десяти членов. Пятерых членов Высшего судебного совета избирает Общее собрание судей, еще пятерых – Национальное Собрание.
Прокуратура Республики Армения является единой системой, которую возглавляет Генеральный прокурор. Прокуратура действует в пределах полномочий, предоставленных ей конституцией, на основе закона.

## Политические партии
К наиболее значимым политическим партиям Армении относятся:
| Партия                                        | Представленность в парламенте 6-го созыва (2017-2018) | Представленность в парламенте 7-го созыва (2019-) | Участие в формировании правительства                                                                                                |
| --------------------------------------------- | ----------------------------------------------------- | ------------------------------------------------- | --- |
| Республиканская партия Армении                | да                                                    | нет                                               | правящая до мая 2018 года |
| Процветающая Армения                          | да                                                    | да                                                | участвовала в правительстве совместно с РПА в различных периодах, участвовала в правительстве Пашиняна с мая по 3 октября 2018 года |
| Армянская революционная федерация Дашнакцутюн | да                                                    | нет                                               | участвовала в правительстве совместно с РПА в различных периодах, участвовала в правительстве Пашиняна с мая по 3 октября 2018 года |
| Гражданский Договор                           | да (блок Елк)                                         | да (блок "Мой шаг")                               | правящая с мая 2018 года |
| Светлая Армения                               | да (блок Елк)                                         | да                                                | участвовала в правительстве Пашиняна с мая по декабрь 2018 года                                                                     |
| «Республика»                                  | да (блок Елк)                                         | нет                                               | участвовала в правительстве Пашиняна с мая по декабрь 2018 года                                                                     |
| «Страна законности» (Оринац Еркир)            | нет                                                   | нет                                               | участвовала в правительстве РПА в 2008-2014 гг.                                                                                     |
| Наследие                                      | нет                                                   | нет                                               | не участвовала в правительстве |